# 고양시의 향토문화재
고양시의 향토문화재는 고양시 관내에 있는 50년이 경과한 문화재 및 문화재자료로서 문화재청장이 지정하는 국가지정문화재와 경기도지사가 지정하는 도지정문화재 또는 문화재자료에 지정되지 아니한 문화재 중 향토유산으로서 역사적·예술적·학술적·경관적 가치가 크며 향토문화보존에 필요하다고 인정되어 지정한 유형문화재·무형문화재·기념물·민속자료를 말한다.

## 지정 목록
| 번호 | 그림 | 명칭                                          | 소재지                                                     | 소유자 (관리자)                             | 지정·해제일자                                                               | 비고                            |
| ---- | ---- | --------------------------------------------- | ---------------------------------------------------------- | ------------------------------------------- | --------------------------------------------------------------------------- | ------------------------------- |
| 1호  |      | 월산대군 묘 및 신도비 (月山大君 墓 및 神道碑) | 고양시 덕양구 신원동 산16-35                               | 전주 이씨 종중                              | 1986년 6월 16일 지정                                                        | 보관됨 2020-12-05 - 웨이백 머신 |
| 2호  |      | 성녕대군묘 및 신도비                          | 고양시 덕양구 고골길 264번길 150(대자동 산69-1)            | 전주 이씨 종중                              | 1986년 6월 16일 지정                                                        | 보관됨 2020-08-12 - 웨이백 머신 |
| 3호  |      | 계원군묘 및 신도비                            | 고양시 일산동구 성현로138번길 140 (성석동)                 | 전주 이씨 종중                              | 1986년 6월 16일 지정                                                        | 보관됨 2020-12-05 - 웨이백 머신 |
| 4호  |      | 이성군 묘 (利城君墓)                          | 고양시 덕양구 무민로27번길 10-13 (대자동)                  | 전주 이씨 종중                              | 1986년 6월 16일 지정                                                        | 보관됨 2020-12-04 - 웨이백 머신 |
| 5호  |      | 경안군 및 임창군묘                            | 고양시 덕양구 대양로 123-44 (대자동)                       | 전주 이씨 종중                              | 1986년 6월 16일 지정                                                        | 보관됨 2020-12-04 - 웨이백 머신 |
| 6호  |      | 추강 남효온 묘                                | 고양시 대장동                                              |                                             | 1986년 6월 16일 지정, 1987년 해제, 김포시 하성면으로 이장                   |                                 |
| 7호  |      | 이천우 선생 묘 및 신도비                      | 고양시 일산동구 성석동 산203                               | 전주 이씨 종중                              | 1986년 6월 16일 지정                                                        | 보관됨 2020-12-04 - 웨이백 머신 |
| 8호  |      | 민순 선생 묘 및 신도비                        | 고양시 덕양구 현천동 산19                                  | 여흥 민씨 종중                              | 1986년 6월 16일 지정                                                        | 보관됨 2020-12-04 - 웨이백 머신 |
| 9호  |      | 이무 선생 묘 및 신도비                        | 고양시 덕양구 주교동 산75                                  | 단양 이씨 종중                              | 1986년 6월 16일 지정                                                        | 보관됨 2020-12-04 - 웨이백 머신 |
| 10호 |      | 김명원 선생 묘 및 신도비                      | 고양시 덕양구 관산동 산71-1                                | 경주 김씨 종중                              | 1986년 6월 16일 지정                                                        | 보관됨 2020-12-04 - 웨이백 머신 |
| 11호 |      | 정지운 선생 묘                                | 고양시 일산동구 중산동 산172-12                            | 경주 정씨 종중                              | 1986년 6월 16일 지정                                                        | 보관됨 2020-12-04 - 웨이백 머신 |
| 12호 |      | 김전 선생 묘 및 신도비                        | 고양시 덕양구 원흥동 산40-1                                | 연안 김씨 종중                              | 1986년 6월 16일 지정                                                        | 보관됨 2020-12-04 - 웨이백 머신 |
| 13호 |      | 홍이상 선생 묘 및 신도비                      | 고양시 일산동구 성석로 103 (성석동)                        | 풍산 홍씨 종중                              | 1986년 6월 16일 지정                                                        | 보관됨 2020-12-04 - 웨이백 머신 |
| 14호 |      | 이신의 선생 묘 및 신도비                      | 고양시 덕양구 도내동 산32(임)                              | 전의 이씨 종중                              | 1986년 6월 1일 지정                                                         | 보관됨 2020-12-04 - 웨이백 머신 |
| 15호 |      | 유여림 선생 묘 및 신도비                      | 고양시 덕양구 관산동 산73-3                                | 기계 유씨 종중                              | 1986년 6월 16일 지정                                                        | 보관됨 2020-12-04 - 웨이백 머신 |
| 16호 |      | 이지신 선생 묘 및 신도비                      | 고양시 덕양구 향동동 산270-4                               | 우봉 이씨 종중                              | 1986년 6월 16일 지정                                                        | 보관됨 2020-12-05 - 웨이백 머신 |
| 17호 |      | 기준 선생 묘                                  | 고양시 덕양구 성사동 산144-10                              | 행주 기씨 종중                              | 2005년 7월 29일 지정                                                        | 보관됨 2020-08-12 - 웨이백 머신 |
| 18호 |      | 김주신 선생 묘                                | 고양시 덕양구 대자동 산26-1                                | 경주 김씨 종중                              | 1986년 6월 16일 지정                                                        | 보관됨 2020-08-12 - 웨이백 머신 |
| 19호 |      | 박세영 선생 묘 및 신도비                      | 고양시 덕양구 오금동 산120                                 | 함양 박씨 종중                              | 1986년 6월 16일 지정                                                        | 보관됨 2020-08-12 - 웨이백 머신 |
| 20호 |      | 박대립 선생 묘 및 신도비                      | 고양시 덕양구 오금동 산121                                 | 함양 박씨 종중                              | 1986년 6월 16일 지정                                                        | 보관됨 2020-08-12 - 웨이백 머신 |
| 21호 |      | 한계미 선생 묘 및 신도비                      | 고양시 덕양구 통일로 856 (관산동)                          | 청주 한씨 종중                              | 1986년 6월 16일 지정                                                        | 보관됨 2020-08-12 - 웨이백 머신 |
| 22호 |      | 기건 선생 묘 및 신도비                        | 고양시 덕양구 성사동 산54                                  | 행주 기씨 종중                              | 1986년 6월 16일 지정                                                        | 보관됨 2020-08-12 - 웨이백 머신 |
| 23호 |      | 기응세 선생 묘                                | 고양시 덕양구 성사동 산48                                  | 행주 기씨 종중                              | 1999년 2월 1일 지정                                                         | 보관됨 2020-12-04 - 웨이백 머신 |
| 24호 |      | 김홍집 선생 묘                                | 고양시 덕양구 대자동 산26-1                                | 경주 김씨 종중                              | 1986년 6월 16일 지정                                                        | 보관됨 2020-12-04 - 웨이백 머신 |
| 25호 |      | 한규설 선생 묘                                | 고양시 덕양구 원흥동 산90-1                                | 청주 한씨 종중                              | 1986년 6월 16일 지정                                                        | 보관됨 2020-12-04 - 웨이백 머신 |
| 26호 |      | 박충원묘                                      | 고양시 덕양구 주교동 산26-1                                | 밀양 박씨 종중                              | 1989년 10월 23일 지정                                                       | 보관됨 2020-12-04 - 웨이백 머신 |
| 27호 |      | 강지 선생 묘                                  | 고양시 덕양구 일영로 201-91 (오금동)                       | 진주 강씨 종중                              | 1989년 10월 23일 지정                                                       | 보관됨 2020-12-04 - 웨이백 머신 |
| 28호 |      | 류진동 선생 묘 및 신도비                      | 고양시 덕양구 소원로 32 (행신동)                           | 진주 류씨 종중                              | 1991년 6월 25일 지정                                                        | 보관됨 2020-12-04 - 웨이백 머신 |
| 29호 |      | 류림 선생 묘 및 신도비                        | 고양시 덕양구 소원로 32 (행신동)                           | 진주 류씨 종중                              | 1991년 6월 25일 지정                                                        | 보관됨 2020-12-04 - 웨이백 머신 |
| 30호 |      | 류구 선생 묘                                  | 고양시 덕양구 소원로 32 (행신동)                           | 진주 류씨 종중                              | 1991년 6월 25일 지정                                                        | 보관됨 2020-12-04 - 웨이백 머신 |
| 31호 |      | 류겸 선생 묘                                  | 고양시 덕양구 소원로 32 (행신동)                           | 진주 류씨 종중                              | 1991년 6월 25일 지정                                                        | 보관됨 2020-12-04 - 웨이백 머신 |
| 32호 |      | 북한산 3.1운동 암각문                         | 고양시 덕양구 북한산로384번길 19-40 (북한동)               | 국립공원관리공단 고양시                     | 1993년 4월 19일 지정                                                        | 보관됨 2020-12-04 - 웨이백 머신 |
| 33호 |      | 강매동 석교 (江梅洞 石橋)                     | 고양시 덕양구 강매동 산42-1                                |                                             | 1999년 2월 1일 지정                                                         | 보관됨 2020-12-04 - 웨이백 머신 |
| 34호 |      | 한미산 흥국사 나한전 (漢美山 興國寺 羅漢殿)   | 고양시 덕양구 흥국사길 82 (지축동)                         | 고양시                                      | 1999년 2월 1일 지정                                                         | 보관됨 2020-12-04 - 웨이백 머신 |
| 35호 |      | 효자동 박태성 정려비 및 묘                    | 고양시 덕양구 효자동 산15-1                                | 밀양 박씨 종중                              | 1999년 2월 1일 지정                                                         | 보관됨 2020-12-04 - 웨이백 머신 |
| 36호 |      | 도내동 은지 및 이축 선생 묘                   | 고양시 덕양구 흥도로 245-76 (도내동)                       | 한산 이씨 종중                              | 1999년 2월 1일 지정                                                         | 보관됨 2020-12-04 - 웨이백 머신 |
| 37호 |      | 심희수 교지 및 묘                             | 고양시 덕양구 원흥동 406-1                                 | 청송 심씨 종중                              | 1999년 2월 1일 지정                                                         | 보관됨 2020-11-27 - 웨이백 머신 |
| 38호 |      | 성사동 권희 선생 묘                           | 고양시 덕양구 성사동 산60-6                                | 안동 권씨 종중                              | 1999년 2월 1일 지정                                                         | 보관됨 2020-12-04 - 웨이백 머신 |
| 39호 |      | 도내동 이석탄 장대비                          | 고양시 덕양구 도내동 48-1                                  | 고양시                                      | 1999년 2월 1일 지정                                                         | 보관됨 2020-12-05 - 웨이백 머신 |
| 40호 |      | 풍동 당산목 및 산치성                         | 고양시 일산동구 풍동 270-1                                 | 풍동 당산목 및 산치성 보존회 (회장: 김농현) | 2005년 7월 29일 지정                                                        | 보관됨 2020-12-04 - 웨이백 머신 |
| 41호 |      | 정발산 도당굿                                 | 고양시 일산동구 마두동 819                                 | 지정자                                      | 2005년 7월 29일 지정                                                        | 보관됨 2020-12-05 - 웨이백 머신 |
| 42호 |      | 성석 진밭 두레패                              | 고양시 일산동구 성석동 682-1                               | 성석농악 진밭두레패 보존회 (회장: 김수정)   | 2005년 7월 29일 지정                                                        | 보관됨 2020-12-04 - 웨이백 머신 |
| 43호 |      | 황치신 신도비 및 묘소                         | 고양시 덕양구 중고개길 83-74 (지축동)                      | 장수 황씨 호안공파 종회                     | 2005년 7월 29일 지정                                                        | 보관됨 2020-12-04 - 웨이백 머신 |
| 44호 |      | 익령군 이치 묘소                              | 고양시 덕양구 성사동 산144-10                              | 전주 이씨 종중                              | 2005년 7월 29일 지정                                                        | 보관됨 2020-12-04 - 웨이백 머신 |
| 45호 |      | 이규령 묘비문                                 | 고양시 덕양구 벽제동 산42-4                                | 전주 이씨 종중                              | 2005년 7월 29일 지정                                                        | 보관됨 2020-12-05 - 웨이백 머신 |
| 46호 |      | 고양 밥할머니석상                             | 고양시 이전 중 (※ 삼송지구 제4호근린공원 이전예정(10월초)) | 고양시                                      | 2006년 11월 1일 지정                                                        | 보관됨 2020-12-04 - 웨이백 머신 |
| 47호 |      | 고양 동산동 비석군                            | 고양시 이전 중 (※ 삼송지구 제4호근린공원 이전예정(10월초)) | 고양시                                      | 2006년 11월 1일 지정                                                        | 보관됨 2020-12-04 - 웨이백 머신 |
| 48호 |      | 백석동 흰돌제                                 | 고양시 일산동구 백석동 1235                                | 흰돌문화보전위원회 (회장: 이석구)           | 2007년 8월 10일 지정                                                        | 보관됨 2020-12-04 - 웨이백 머신 |
| 49호 |      | 희정공 성억 묘소                              | 고양시 덕양구 대자동 산 27번지                             | 창녕 성씨 종중                              | 2007년 8월 10일 지정                                                        | 보관됨 2020-12-04 - 웨이백 머신 |
| 50호 |      | 희옹공 이숙균 묘소                            | 고양시 일산동구 식사동 산158-1                             | 단양 이씨 종중                              | 2007년 8월 10일 지정                                                        | 보관됨 2020-12-04 - 웨이백 머신 |
| 51호 |      | 김지남 묘 및 비갈 (金指南 墓 및 碑碣)         | 고양시 덕양구 오금동산 195-5                               | 우봉 김씨 종중                              | 2009년 8월 31일 지정                                                        | 보관됨 2020-08-12 - 웨이백 머신 |
| 52호 |      | 고양 신원동 덕명교비 (高陽 新院洞 德明橋碑)   | 고양시 덕양구 신원동 2단지 공원                            | 고양시                                      | 2009년 8월 31일 지정                                                        | 보관됨 2020-08-12 - 웨이백 머신 |
| 53호 |      | 이천서씨 묘                                   | 고양시 덕양구 도내동 844-3 임                              | 한산 이씨 종중                              | 2009년 8월 31일 지정                                                        | 보관됨 2020-08-12 - 웨이백 머신 |
| 54호 |      | 이유청 묘                                     | 고양시 덕양구 도내동 844-3 임                              | 한산 이씨 종중                              | 2009년 8월 31일 지정                                                        | 보관됨 2020-08-12 - 웨이백 머신 |
| 55호 |      | 황윤길 묘                                     | 고양시 덕양구 지축동 72-15                                 | 장수 황씨 종중                              | 2009년 8월 31일 지정                                                        | 보관됨 2020-08-12 - 웨이백 머신 |
| 56호 |      | 국사봉 지석묘군                               | 고양시 덕양구 화정동 148-53 일대                           | 국유 고양시                                 | 2010년 6월 15일 지정                                                        | 보관됨 2020-08-12 - 웨이백 머신 |
| 57호 |      | 고양들소리                                    | 고양시 덕양구 행신2동 733-2                                | 고양들소리 보존회 (회장:안명회)             | 2010년 7월 29일 지정                                                        | 보관됨 2020-12-04 - 웨이백 머신 |
| 58호 |      | 고양 선공감김감역 상여회다지소리              | 경기 고양시 일산서구 주엽동 102-2                          |                                             | 2010년 7월 29일 지정, 2018년 6월 16일 해제, 경기 무형문화재 제27-4호로 지정 |                                 |
| 59호 |      | 장의중 효자정려각과 현판                      | 고양시 덕양구 원당동 산80-2                                | 인동 장씨 종중                              | 2012년 7월 22일 지정                                                        |                                 |
| 60호 |      | 통정대부행창현령묘지                          | 경기 고양시 덕양구 중고개길 83-65                          |                                             | 2012년 8월 16일 지정, 2014년 1월 24일 해제, 경기 문화재자료 170호로 지정    |                                 |
| 61호 |      | 최영장군 위령굿                               | 고양시 덕양구 토당동 879-9                                 | 지정자                                      | 2012년 12월 6일 지정                                                        |                                 |
| 62호 |      | 한미산 흥국사 만일회비                        | 고양시 덕양구 지축동 203                                   | 흥국사                                      | 2014년 6월 9일 지정                                                         |                                 |
| 63호 |      | 고양 노적사 석사자상 (高陽 露積寺 石獅子像)   | 고양시 덕양구 북한동                                       | 노적사                                      | 2015년 6월 15일 지정                                                        |                                 |
| 64호 |      | 이가순 선생 관개송덕비                        | 고양시 덕양구 행주동 145번지                               | 고양시                                      | 2017년 4월 6일 지정                                                         |                                 |
| 65호 |      | 장수황씨 추원록                               | 고양시 덕양구 대양로                                       | 이○○                                        | 2018년 7월 17일 지정                                                        | 보관됨 2020-11-28 - 웨이백 머신 |
| 66호 |      | 황즙 입안문건                                 | 고양시 덕양구 대양로                                       | 이○○                                        | 2018년 7월 17일 지정                                                        | 보관됨 2020-11-28 - 웨이백 머신 |

## 참고 문헌
- 고양시 홈페이지 - 고시/공고
- 고양시 시보